# Aleksej Mišin (pattinatore)
Aleksej Nikolaevič Mišin (in russo Алексе́й Никола́евич Ми́шин?; Sebastopoli, 8 marzo 1941) è un ex pattinatore artistico su ghiaccio e allenatore di pattinaggio su ghiaccio sovietico, dal 1991 russo.

## Biografia
Come pattinatore si esibì in coppia con Tamara Moskvina e vinse, tra le altre gare, un oro ai campionati sovietici, l'oro ai Campionati mondiali di pattinaggio di figura nel 1969 e un argento e un bronzo ai Campionati europei di pattinaggio di figura rispettivamente nel 1968 e nel 1969.
All'età di 28 anni si ritirò dalle competizioni e iniziò la carriera da allenatore. Tra i suoi allievi più famosi è possibile citare il campione olimpico ed europeo Aleksej Urmanov, il campione olimpico e vincitore di 4 ori mondiali Aleksej Jagudin, il due volte campione olimpico e tre volte campione mondiale Evgenij Pljuščenko e la campionessa mondiale ed europea Elizaveta Tuktamyševa. 

## Palmarès

### Coppie con Tamara Moskvina
| Internazionali            | Internazionali | Internazionali | Internazionali | Internazionali |
| Evento                    | 1965–66        | 1966–67        | 1967–68        | 1968–69        |
| ------------------------- | -------------- | -------------- | -------------- | -------------- |
| Giochi olimpici invernali |                |                | 5°             |                |
| Campionati mondiali       |                | 6°             | 4°             | 2°             |
| Campionati europei        |                | 6°             | 2°             | 3°             |
| Prize of Moscow News      |                | 1°             |                | 1°             |
| Universiadi               | 3°             |                |                |                |
| Nazionali                 |                |                |                |                |
| Campionati sovietici      | 3°             | 2°             | 2°             | 1°             |

### Individuale maschile
| Nazionali            | Nazionali |
| Evento               | 1964      |
| -------------------- | --------- |
| Campionati sovietici | 3°        |